# Contea di Montgomery (Georgia)
La contea di Montgomery (in inglese Montgomery County) è una contea dello Stato della Georgia, negli Stati Uniti. La popolazione al censimento del 2000 era di 8 270 abitanti. Il capoluogo di contea è Mount Vernon.

## Storia
La contea prende il nome da Richard Montgomery, un militare morto durante l'assedio della città di Québec nella guerra d'indipendenza americana.